# Asentamiento Humano Nicolás de Piérola
Asentamiento Humano Nicolás de Piérola es una localidad en Lurigancho, Lima y tiene alrededor de 5,800 habitantes y una altitud de 1,016 metros. Asentamiento Humano Nicolas de Piérola está situada cerca de la localidad Mariscal Castilla y de la villa Chosica.
El Asentamiento Humano Nicolás de Piérola, en su crecimiento ha dado lugar a 4 zonas: la Zona I, creada en 1946; cinco años después se crea la Zona II (1951); pasan después 18 años para la aparición de Zona III (1969); y seis años más tarde (1975) se crea la Zona IV.

## Riesgos
Esta zona está particularmente a los efectos del cambio climático y, por sobre todo, a la presencia del fenómeno El Niño.  La zona de Chosica, en la cual se encuentra el centro poblado, tiene presente las variaciones de la temperatura atmosférica y temperatura del mar, así como los huaycos, deslizamientos de tierras, inundaciones y sequías, los cuales causan grandes efectos en la población que habita en el área.
El COEV (Centro de Operaciones de Emergencia Vecinal) del Asentamiento Humano Nicolás de Piérola hace las labores de adecuación de la información a la población interesada. Siendo este un gran paso, tras un pasado en el cual la información necesaria no fue brindada previa a la conformación del centro poblado.
Pero uno de los grandes problemas que la misma población de la zona denota es la falta de voluntad política para apoyar programas de vivienda de interés social, para cubrir a las persona afectadas o que podrían resultar afectadas, al haber construido sus viviendas informalmente, en áreas precarias que las ponen en completo riesgo.

## Sistema de alerta temprana
El AAHH Nicolas de Piérola de Lurigancho - Chosica cuenta con un sistema de alerta temprana debido a un problema constante en la zona, el cual son los conocidos huaycos o llocllas. Este sistema consiste en una alarma mediante una sirena especial que la cual suena al momento en el cual ocurre un fenómeno meteorológico - una lluvia de gran intensidad -, lo que permite a los pobladores estar preparados para un posible huayco. Además de que la brigada del COEV de esta localidad hace simulacros aparte en conjunto con los pobladores para mantener preparada a la población para un posible deslizamiento de material aluvial, piedras y lodo.